# 샨도르궁

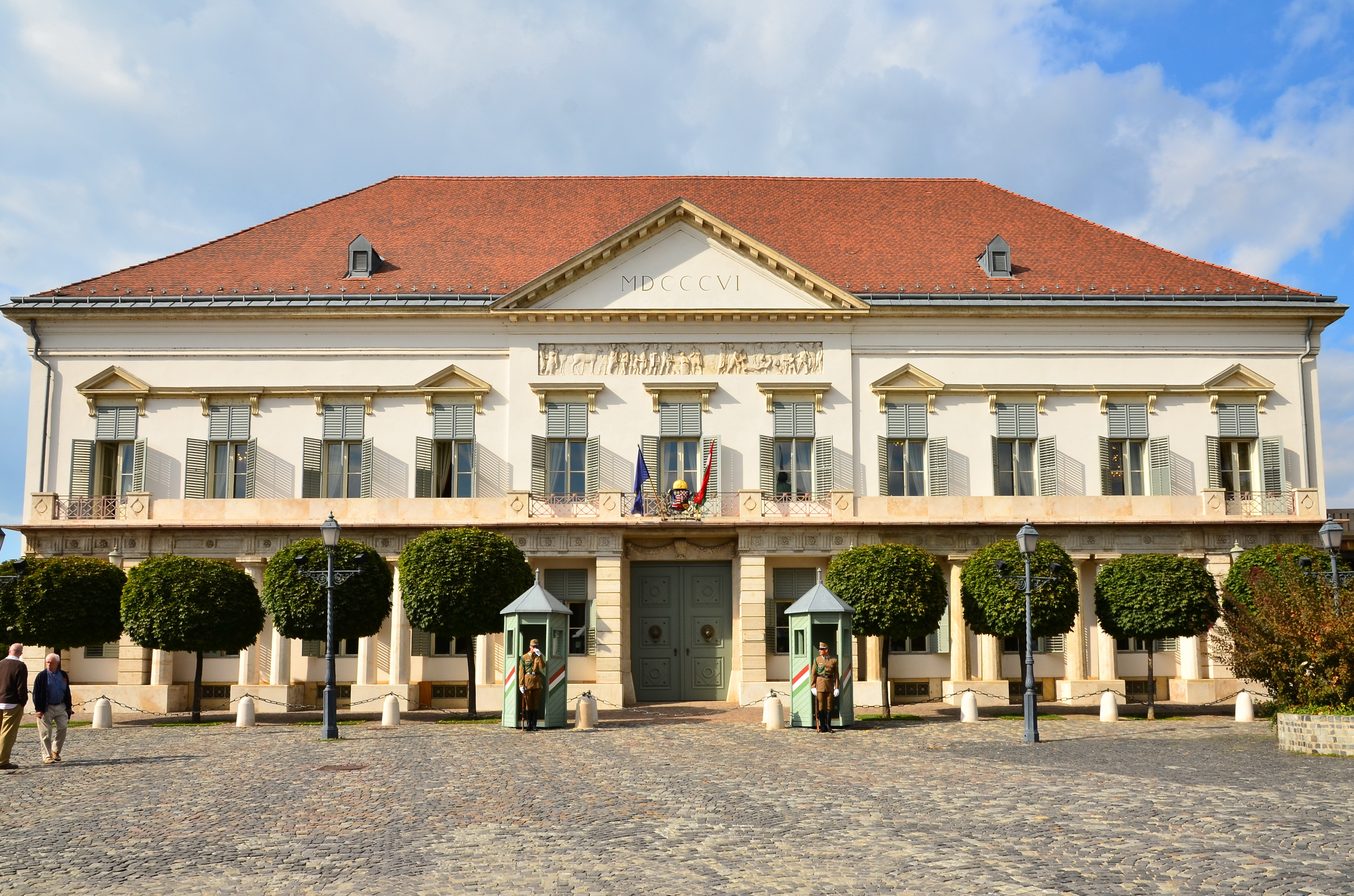
샨도르궁

샨도르궁(헝가리어: Sándor-palota)은 헝가리 부다페스트에 있는 궁전이다. 부다성 옆에 위치하고 있으며, 2003년부터 헝가리 대통령의 관저이자 업무 공간으로 사용되고 있다.

## 역사
원래의 신고전주의 양식의 궁전은 1803년경에 건설이 시작되어 1806년경에 완공되었다. 빈센트 산도르 백작이 이를 의뢰했고 그의 이름을 따서 명명되었다. 빈센트 산도르 백작은 오스트리아 제국의 철학자이자 귀족이었다.
그 후 궁전은 1848년 헝가리 혁명이 실패할 때까지 헝가리의 제국 총독이었던 알브레히트 대공의 소유가 되었다. 그 후 광장을 마주보고 있는 궁전과 그 주변 건물은 정부 사무실로 임대되었다.
1919년 헝가리 소비에트 공화국이 붕괴된 후, 산도르 궁전은 제2차 세계 대전까지 총리의 거주지로 계속 사용되었다.
4년도 채 지나지 않아 연합군 항공기가 산도르 궁전을 폭격했고, 그 건물은 폐허가 되었다. 궁전에 있는 가치 있는 것은 무엇이든 전쟁 전리품으로 가져갔다. 폐허가 된 궁전은 1989년 혁명 때까지 방치되었다.
1989년 헝가리에서 공산주의가 붕괴되고 폐허 위에 지붕이 세워지고 벽이 세워졌다. 수년에 걸쳐 산도르궁은 점차 복원되었고 내부는 2002년에 개조되었다. 대부분의 가구와 물건은 파괴된 원본의 복제품이다.
복원은 1983년에 회수된 원래 청사진과 현대 지도의 자세한 역사를 기초로 수행되었다.